# Аббакумово (Гагаринский район)
Аббакумово — деревня в Гагаринском районе Смоленской области России. Входит в состав Родомановского сельского поселения. Население — 5 жителей (2007 год).
Расположена в северо-восточной части области в 18 км к северо-западу от Гагарина, в 25 км севернее автодороги М1 «Беларусь». В 16 км южнее деревни расположена железнодорожная станция Василисино на линии Москва — Минск.

## История
В годы Великой Отечественной войны деревня была оккупирована гитлеровскими войсками в октябре 1941 года, освобождена в марте 1943 года.